# Mesosa nebulosa algerica
Mesosa nebulosa algerica es una subespecie de escarabajo longicornio del género Mesosa, categorizada en la tribu Mesosini, de la subfamilia Lamiinae. Fue descrita por Pic en 1898.

## Descripción
Mide 9-15 mm de longitud.

## Distribución
Se distribuye por Argelia y Túnez.